# Campeprosopa pulchra
Campeprosopa pulchra är en tvåvingeart som beskrevs av Edwards 1919. Campeprosopa pulchra ingår i släktet Campeprosopa och familjen vapenflugor. Inga underarter finns listade i Catalogue of Life.